# Independent Spirit Award per il miglior montaggio
L'Independent Spirit Award per il miglior montaggio (Independent Spirit Award for Best Editing) è un premio cinematografico statunitense assegnato annualmente dal 2014.

## Vincitori e candidati
I vincitori sono indicati in grassetto, a seguire gli altri candidati.

### Anni 2010
- 2014: Nat Sanders - Short Term 12
  - Shane Carruth e David Lowery - Upstream Color
  - Jem Cohen e Marc Vives - Museum Hours
  - Jennifer Lame - Frances Ha
  - Cindy Lee - Una Noche

- 2015: Tom Cross – Whiplash
  - Sandra Adair – Boyhood
  - John Gilroy – Lo sciacallo - Nightcrawler
  - Ron Patane – 1981: Indagine a New York (A Most Violent Year)
  - Adam Wingard – The Guest

- 2016: Tom McArdle – Il caso Spotlight (Spotlight)
  - Julio Perez IV – It Follows
  - Kristan Sprague – Manos Sucias
  - Nathan Nugent – Room
  - Ronald Bronstein e Ben Safdie – Heaven Knows What

- 2017: Joi McMillon e Nat Sanders – Moonlight
  - Matthew Hannam – Swiss Army Man - Un amico multiuso (Swiss Army Man)
  - Jennifer Lame – Manchester by the Sea
  - Jake Roberts – Hell or High Water
  - Sebastián Sepúlveda – Jackie

- 2018: Tatiana S. Riegel - Tonya (I, Tonya)
  - Ronald Bronstein e Benny Safdie - Good Time
  - Walter Fasano - Chiamami col tuo nome (Call Me by Your Name)
  - Alex O'Flinn - The Rider - Il sogno di un cowboy (The Rider)
  - Gregory Plotkin - Scappa - Get Out (Get Out)

- 2019: Joe Bini - A Beautiful Day - You Were Never Really Here (You Were Never Really Here)
  - Keiko Deguchi, Brian A. Kates,  Jeremiah Zagar - Quando eravamo fratelli (We the Animals)
  - Luke Dunkley, Nick Fenton, Chris Gill, Julian Hart - American Animals
  - Anne Fabini, Alex Hall, Gary Levy - The Tale
  - Nick Houy - Mid90s

### Anni 2020
- 2020: Ronald Bronstein e Benny Safdie - Diamanti grezzi (Uncut Gems)
  - Julie Béziau - The Third Wife
  - Tyler L. Cook - Sword of Trust
  - Louise Ford - The Lighthouse
  - Kirill Michanovskij - Give Me Liberty
- 2021[2]: Chloé Zhao - Nomadland
  - Andy Canny - L'uomo invisibile (The Invisible Man)
  - Scott Cummings - Mai raramente a volte sempre (Never Rarely Sometimes Always)
  - Merawi Gerima - Residue
  - Enat Sidi - I Carry You with Me